# DECO*27
DECO*27（デコ・ニーナ、1986年12月16日 - ）は、日本の男性ボカロP。

## 概要
バンドサウンドにエレクトロニカの要素を取り入れた楽曲に、恋人、家族、友人、あるいは自己に向けた愛を表現した歌詞を乗せたものが特徴的である。名前の由来は、「DECO」はおでこが広いことから、「27」は自身の好きな数字”2”とラッキーセブンを組み合わせたものから、そしてそれだけではしっくりこないという理由から間に「*」を入れている。2という数字が好きなのは、1番よりも2番で常に上を見ていたいという理由から。福岡県出身。血液型はA型。

## 経歴

### 1986年-2013年（音楽活動開始ー引退撤回）
1986年12月16日、福岡県に生まれる。実家は玄界灘のすぐ前にあり、よく泳ぎに行っていた。
中学1年生（13歳）の時に、父親の影響でギターを始め、中学2年生から独学で作曲活動を開始。バンド活動にも携わった後、大学生の時に友人に動画投稿サイト「ニコニコ動画」を教えてもらい、その時に、何も知らない状態で聞いたlivetuneの初音ミクボーカル曲「Packaged」に衝撃を受ける。
その後、自らもニコニコ動画で曲を投稿するためにDTMを勉強し、2008年10月8日に『僕みたいな君 君みたいな僕』でボカロPとしてデビュー。初投稿ながら、ニコニコ動画の週間VOCALOIDランキングで4位を獲得し、のちに殿堂入り（10万回再生）を果たす。
それ以来、概ね1〜2ヶ月に1回のペースで曲を投稿していき、中でも、『愛言葉』『心壊サミット』『二息歩行』『罪と罰』は後に伝説入り（100万回再生）を達成した。
2009年からは、自主制作で、同人アルバムのリリースも行う。2010年4月15日、GUMIを初めて使用した『弱虫モンブラン』を投稿し、スマッシュヒット。この年には、絵師のakkaとmirtoと共に『甘党トリオ』を結成。そして2010年4月21日に、ベスト盤とも言えるアルバム『相愛性理論』をU/M/A/Aレーベルより発売し、メジャーデビューを果たす。
その後、2010年7月15日にGUMIを用いて発表した『モザイクロール』では、GUMI使用楽曲初の週間ランキング1位と共に、投稿からわずか2日での殿堂入り、そして1ヶ月未満でのGUMI使用楽曲初の伝説入りとなり、弱虫モンブランを上回る大ヒットとなった。その人気ぶりは、GUMI自体の売り上げにも影響を及ぼした程である。
初音ミクに出会う以前は、自らの作風に合う歌い手に巡り合えなかったが、インターネット上での活動を通じて新たに多くの歌い手に出会い、生のボーカルを起用した曲の発表も行うようになった。また、2010年より女性歌手marinaとともにバンド形態での活動も開始した。特に『愛迷エレジー』は伝説入りを果たすほどの人気を呼ぶ。2010年12月15日には、これらの楽曲を収録した2ndアルバム『愛迷エレジー』を発売した。
2011年10月には、柴咲コウ、TeddyLoidとともに新ユニット「galaxias!」を結成し、同年11月にデビューアルバム『galaxias!』をリリースした。もともと、柴咲がスタッフの紹介を経て『相愛性理論』を聞いて気に入ったことから、柴咲とのコラボレーションが行われるようになり、さらに、DECO*27が柴咲に提供した楽曲「無形スピリット」のリミックス版を、TeddyLoidが手がけたことをきっかけに親交を深め、結成へと至ったという。また、2011年にはMai、HIRO、Alexとともにバンド「LOVE LASTS FOREVER」を結成した。
2012年には、全編生のボーカルを起用した3rdアルバム『ラブカレンダー』を発売。このアルバムには、タレントで歌手の中川翔子や、声優の悠木碧などが参加している。
ニコニコ動画で活動を始めてから5年となる2013年、「DECO*27としてもうやりたいことを全部やりきったな」との思いから、一旦は活動休止を考えたが、同時期に、海外のフェスに客として参加した時に、音楽の良さを改めて感じ、また、初音ミクのライブ「初音ミク マジカルミライ2013」で自身の楽曲『ゆめゆめ』が流れて盛り上がっていたところを見て、自分の楽曲が多くの人に楽しんでもらえていることを知り、ボカロ曲の投稿を再開することを決める。2013年9月、『ゆめゆめ』以来約1年8ヶ月ぶりにボカロ曲『妄想税』を投稿し、それ以来、「月刊DECO*27」として毎月一曲ずつボカロ曲を公開した。12月には、当初「さよなら」の意味で企画していたベストアルバムを、「これからもよろしくね」という意味づけに変更し、『DECO*27 VOCALOID COLLECTION 2008〜2012』として発売した。

### 2014年-2018年(活動継続ーOTOIRO創設)
2014年に入っても、「月刊DECO*27」の活動は継続され、投稿再開から3月までに新曲7曲を発表。そして3月26日に、これらの新曲をメインに制作された4thアルバム「Conti New（コンティニュー）」を発売。原点回帰として、全曲を初音ミクボーカル曲で構成する試みを行った。また、同年10月に結成されたユニット「Q'ulle（キュール）」のサウンドプロデューサーとなった。
2015年12月からは、『チャンバラジョニー』を皮切りに、イラストレーターの八三とコンビで活動を開始。2016年1月8日に公開した『ゴーストルール』は、週刊VOCALOIDランキングで史上初の4連覇、わずか2日後に殿堂入り、約1ヶ月半後に伝説入りを果たすほどの大きな人気となった。2016年9月に、「ゴーストルール」を含む5thアルバム『GHOST』を発売。
2018年、以前から所属していた、U/M/A/Aとの契約が終了したのを機に、クリエイティブカンパニー「OTOIRO」を立ち上げ、CEO兼サウンドプロデューサーに就任。

### 2019年以降(OTOIROのメンバーとして)
2019年6月、「ヒバナ」「乙女解剖」を収録した、6thアルバム『アンドロイドガール』を発表。収録楽曲のMVは、OTOIROに所属しているクリエイターが担当している。また、このアルバムから中学からの知り合いで、同じくバンドなどの音楽活動をしているRockwell氏が編曲を担当するようになった。
2020年12月、7thアルバム『アンデッドアリス』を発売。
2021年度、主にボカロ曲だけを投稿しているミュージシャンとしては初のYouTubeチャンネル登録者数100万人を突破した。
2022年3月、8thアルバム『MANNEQUIN』を発売。
2022年12月、女性バーチャルYouTuberグループ・ホロライブとの音楽プロジェクト「holo*27」を発表。
2023年3月22日、Billboard JAPANの週間ダウンロード・アルバム・チャートにて、『holo*27』のアルバムである『holo*27 Originals Vol.1』が1位、『holo*27 Covers Vol.1』が2位をそれぞれ獲得した。
2025年4月15日、『弱虫モンブラン』のリメイク『弱虫モンブラン (Reloaded)』を投稿。『弱虫モンブラン』MV投稿15周年を記念して制作され、ボーカルがGUMIから初音ミクに変更されているほか一部の歌詞が書き換えられている。

## ディスコグラフィ

### シングル

#### CDシングル
| ＃  | 発売日        | タイトル            | 最高位 | 規格品番    | 規格品番    | アルバム                               |
| ＃  | 発売日        | タイトル            | 最高位 | 初回盤      | 通常盤      | アルバム                               |
| --- | ------------- | ------------------- | ------ | ----------- | ----------- | -------------------------------------- |
| 1st | 2011年7月27日 | ライトラグ          | 42位   | XECJ-9013   | XECJ-1013   | ラヴカレンダー                         |
| 2nd | 2011年12月7日 | エゴママ/恋距離遠愛 | 54位   | XECJ-9014   | XECJ-1014   | ラヴカレンダー                         |
| 3rd | 2012年4月18日 | ゆめゆめ            | 24位   | MHCL-2340~2 | MHCL-2343/4 | DECO*27 VOCALOID COLLECTION 2008〜2012 |

#### 配信限定シングル
| 配信日         | タイトル                                  | アルバム            | レーベル                 | 規格                   |
| -------------- | ----------------------------------------- | ------------------- | ------------------------ | ---------------------- |
| 2015年10月21日 | ちょべりGood Time / 中川翔子&DECO*27      | 無限∞ブランノワール | Sony Music Entertainment | デジタル・ダウンロード |
| 2018年8月23日  | 39 feat.初音ミク / sasakure.UK&DECO*27    | -                   | U/M/A/A                  | デジタル・ダウンロード |
| 2020年1月11日  | ネガティブ進化論                          | アンデッドアリス    | NBCUniversal             | デジタル・ダウンロード |
| 2020年6月26日  | ポジティブ・パレード                      | アンデッドアリス    | NBCUniversal             | デジタル・ダウンロード |
| 2020年10月30日 | アンデッドアリス                          | アンデッドアリス    | NBCUniversal             | デジタル・ダウンロード |
| 2020年11月27日 | ネオネオン                                | アンデッドアリス    | NBCUniversal             | デジタル・ダウンロード |
| 2020年12月19日 | ハートインパルス (feat.くろくも)          | -                   | FUZI                     | デジタル・ダウンロード |
| 2021年3月9日   | ヴァンパイア                              | MANNEQUIN           | OTOIRO                   | デジタル・ダウンロード |
| 2021年3月26日  | ヴァンパイア (TeddyLoid Remix)            | -                   | OTOIRO                   | デジタル・ダウンロード |
| 2021年4月9日   | needLe                                    | -                   | OTOIRO                   | デジタル・ダウンロード |
| 2021年4月9日   | セカイ / DECO*27×堀江晶太(kemu)           | -                   | OTOIRO                   | デジタル・ダウンロード |
| 2021年5月13日  | アンダーカバー                            | -                   | OTOIRO                   | デジタル・ダウンロード |
| 2021年6月19日  | おじゃま虫Ⅱ                               | MANNEQUIN           | OTOIRO                   | デジタル・ダウンロード |
| 2021年8月6日   | シンデレラ                                | MANNEQUIN           | OTOIRO                   | デジタル・ダウンロード |
| 2021年10月9日  | モザイクロール (Reloaded)                 | MANNEQUIN           | OTOIRO                   | デジタル・ダウンロード |
| 2021年10月22日 | リズム                                    | -                   | OTOIRO                   | デジタル・ダウンロード |
| 2021年11月27日 | シンデレラ (Giga First Night Remix)       | -                   | OTOIRO                   | デジタル・ダウンロード |
| 2021年12月16日 | アニマル                                  | MANNEQUIN           | OTOIRO                   | デジタル・ダウンロード |
| 2022年1月8日   | サラマンダー                              | -                   | KARENT                   | デジタル・ダウンロード |
| 2022年2月7日   | パラサイト                                | MANNEQUIN           | OTOIRO                   | デジタル・ダウンロード |
| 2022年4月3日   | キメラ                                    | TRANSFORM           | KARENT                   | デジタル・ダウンロード |
| 2022年5月28日  | 愛言葉Ⅳ                                   | TRANSFORM           | KARENT                   | デジタル・ダウンロード |
| 2022年7月29日  | ゾンビ                                    | TRANSFORM           | KARENT                   | デジタル・ダウンロード |
| 2022年9月9日   | サラマンダー (TAKU INOUE 3-Minutes Remix) | -                   | KARENT                   | デジタル・ダウンロード |
| 2022年10月1日  | Journey                                   | -                   | KARENT                   | デジタル・ダウンロード |
| 2022年12月3日  | 毒林檎                                    | TRANSFORM           | KARENT                   | デジタル・ダウンロード |
| 2023年1月14日  | デビルじゃないもん / DECO*27×ピノキオピー | -                   | KARENT                   | デジタル・ダウンロード |
| 2023年2月8日   | ゾンビ (Giga Waha Remix)                  | -                   | KARENT                   | デジタル・ダウンロード |
| 2023年3月10日  | マネキン                                  | TRANSFORM           | KARENT                   | デジタル・ダウンロード |
| 2023年5月20日  | ラビットホール                            | TRANSFORM           | KARENT                   | デジタル・ダウンロード |
| 2023年7月7日   | 宇宙散歩                                  | TRANSFORM           | KARENT                   | デジタル・ダウンロード |
| 2023年8月31日  | ブループラネット                          | TRANSFORM           | KARENT                   | デジタル・ダウンロード |
| 2023年9月30日  | ボルテッカー                              | TRANSFORM           | KARENT                   | デジタル・ダウンロード |
| 2024年1月27日  | ボルテッカー (Jewel Remix)                | -                   | KARENT                   | デジタル・ダウンロード |
| 2024年5月11日  | あいたい星人                              | TRANSFORM           | KARENT                   | デジタル・ダウンロード |
| 2024年6月14日  | ハオ                                      | TRANSFORM           | KARENT                   | デジタル・ダウンロード |
| 2024年8月23日  | サッドガール・セックス                    | TRANSFORM           | KARENT                   | デジタル・ダウンロード |
| 2024年10月18日 | ネバーランド                              | TRANSFORM           | KARENT                   | デジタル・ダウンロード |
| 2024年11月23日 | モニタリング                              | TRANSFORM           | KARENT                   | デジタル・ダウンロード |
| 2025年1月11日  | 罪と罰 (Reloaded)                         | -                   | KARENT                   | デジタル・ダウンロード |
| 2025年2月10日  | ハローセカイ                              | -                   | KARENT                   | デジタル・ダウンロード |
| 2025年2月22日  | テレパシ                                  | -                   | KARENT                   | デジタル・ダウンロード |
| 2025年4月16日  | 弱虫モンブラン (Reloaded)                 | -                   | KARENT                   | デジタル・ダウンロード |
| 2025年7月26日  | チェリーポップ                            | -                   | KARENT                   | デジタル・ダウンロード |

### 楽曲提供
- 柴咲コウ
  - 無形スピリット（2011年2月9日／作曲）
    - TVドラマ「LADY〜最後の犯罪プロファイル〜」主題歌。

  - ゲノミクロニクル（2011年2月9日／作曲）
    - 22nd Single「無形スピリット」収録曲。
- Daisy×Daisy
  - 防衛本脳（2011年4月20日／作詞作曲）
    - 2nd Single「防衛本脳／Evidence」収録曲。

- KOTOKO
  - メーテルリンク（2011年10月5日／作曲）
    - 5th Album「ヒラく宇宙ポケット」収録曲。
- 悠木碧
  - 時計観覧車（2012年3月28日／作詞作曲）
    - 1st Mini Album「プティパ」収録曲。

  - シュガーループ（2012年3月28日／作詞作曲）
    - 1st Mini Album「プティパ」収録曲。
- 中川翔子
  - GAME（2012年8月15日／作詞作編曲）
    - 1st Mini Album「nsum 〜中川翔子がうたってみた!〜」収録曲。
- Buono!
  - FEVER（2012年8月22日／作詞作曲）
    - 2nd Mini Album「SHERBET」収録曲。
- 中川翔子
  - Satellite Girl（2013年12月11日／作詞作編曲）
    - 17th Single「さかさま世界/Once Upon a Time -キボウノウタ-」収録曲。

- Gero
  - Circle（2014年7月12日／作詞作曲）
    - 2nd Album「SECOND」収録曲。
- ひなビタ♪
  - ツーマンライブ（2015年2月4日／作詞作曲）
    - 3rd Album「Chocolate Smile Girls!!」収録曲。
- 佐香智久
  - Always（2015年7月22日／作詞作曲）
    - 2nd Album「僕から君へ」収録曲。
- 中川翔子
  - ちょべりGood Time（2015年10月28日／作詞作編曲）
    - Duet Single「無限∞ブランノワール」収録曲。

- +α/あるふぁきゅん。
  - 感浄ハレーション（2016年1月27日／作詞作曲）
    - 2nd Album「αβ叫喚」収録曲。
- ナナヲアカリ
  - んなわけないけど（2018年10月3日／作詞作曲）
    - 1st Full Album「フライングベスト~知らないの?巷で噂のダメ天使~」収録曲。

  - 妄想ハッピーエンド（2018年10月3日／作詞作曲）
    - 1st Full Album「フライングベスト~知らないの?巷で噂のダメ天使~」収録曲。
- uijin
  - アンリミッター（2019年6月4日／作詞作曲）
    - 5th Album「the future starts today」収録曲。
- +α/あるふぁきゅん。
  - テトラホープ（2019年10月24日／作詞作曲）
    - アプリゲーム「ドラゴン＆コロニーズ」メインテーマ。
- kolme
  - I live in hope（2019年11月20日／共同作曲）
    - 4th Album「Do you know kolme?」収録曲。
- 莉犬
  - ネガリズム（2019年12月11日／作詞作曲）
    - 1st Full Album「タイムカプセル」収録曲。
- 浦島坂田船
  - ハングリー・ゴースト（2019年12月25日／作詞作曲）
    - 3rd Single「Gotcha!!」収録曲。
- すとぷり
  - 好きでいてくれていいよ（2020年1月15日／作詞作曲）
    - 2nd Full Album「すとろべりーねくすとっ!」収録曲。
- 入野自由
  - S.H.E.（2020年11月4日／作詞作曲）
    - 3rd Full Album「Life is...」収録曲。
- KOTOKO
  - SticK Out（2020年11月17日／作曲）
    - TVアニメ「キングスレイド 意志を継ぐものたち」エンディングテーマ。
- ナナヲアカリ
  - 七転七起（2020年12月9日／共同制作）
    - 2nd Full Album「七転七起」表題曲。
- 大橋彩香
  - HOWL（2020年12月16日／作詞作曲）
    - 3rd Album「WINGS」収録曲。
- ニノミヤユイ
  - サイセンタン・コンフュージョン（2020年12月23日／作詞作曲）
    - 1st Mini Album「哀情解離」収録曲。
- ななもり。
  - UNCHAIN（2021年1月15日／作詞）
    - STPR Records
- VALIS
  - 再構成ウィーバー（2021年2月26日／作詞作曲）
    - 1st Album「覚醒ヒストリア」収録曲。
- 浦島坂田船
  - boohoo（2021年3月18日／作詞作曲）
    - 6th Album「L∞VE」収録曲。

- Ado
  - 踊（2021年4月27日／作詞）
    - 1st Album「狂言」収録曲。
- Hey! Say! JUMP
  - Letter（2021年5月12日／作詞作曲）
    - 29th Single「ネガティブファイター」収録曲。
- ナナヲアカリ
  - 魔法（2021年6月13日／作詞作曲）
    - Webコミック「山田くんとLv999の恋をする」コラボソング。
- あらき
  - UNKNOWN PARADOX（2021年6月16日／作詞作曲）
    - 4th Album「UNKNOWN PARADOX」表題曲。
- ハコニワリリィ
  - Wave（2021年6月19日／作詞作曲）
    - 1st Album「Lily’s Plage」収録曲。
- はちみつBLACK
  - BLACK RING（2021年9月1日／作詞作曲）
    - 1st Full Album「HACHIMITSU BLACK PEPPER」収録曲。
- 岡咲美保
  - ハピネス（2021年9月15日／作詞作曲）
    - 1st Album「BLOOMING」収録曲。
- 角巻わため
  - RAINBOW（2021年9月25日／作詞作曲）
    - 2nd Album「わためのうた vol.2」収録曲。
- 岡咲美保
  - 好きじゃないよ（2021年11月3日／作詞作曲）
    - 2nd Single「ペタルズ」収録曲。
- 湊あくあ
  - きらきら（2021年11月9日／作詞作曲）
    - 1st EP「♡あくあたいむ・せれくと♡」収録曲。
- まふまふ
  - ブレス（2021年12月3日／作詞作曲）
    - A-Sketch
- 浦島坂田船
  - プレゼント（2021年12月20日／作詞作曲）
    - NBCUniversal Entertainment
- nonoc
  - Change（2022年2月2日／作詞作曲）
    - TVアニメ「ハコヅメ〜交番女子の逆襲〜」エンディングテーマ。
- 森カリオペ × がうる・ぐら
  - Q（2022年2月5日／作詞作曲）
    - 1st Full Album「UnAlive」収録曲。

- 愛美
  - ドレス（2022年2月23日／作曲）
    - 2nd Full Album「AIMI SOUND」収録曲。
- 森カリオペ × 星街すいせい
  - CapSule（2022年4月6日／作詞作曲）
    - 1st EP「SHINIGAMI NOTE」収録曲。
- 江口拓也
  - AGARISM（2022年4月27日／作詞作曲）
    - 2nd Mini Album「EGURand」収録曲。
- 肉チョモランマ
  - モンスター（2022年6月12日／作詞作曲）
    - 1st Album「怪獣」収録曲。
- 博衣こより
  - WAO!!（2022年6月17日／作詞作曲）
    - ホロライブプロダクション
- フォーエイト48
  - ロミエット（2022年6月23日／作詞作曲）
    - Virgin Music
- 浦島坂田船
  - アンコール（2022年7月6日／作詞作曲）
    - 7th Album「Toni9ht」収録曲。
- さくらみこ
  - ベイビーダンス（2022年8月1日／作詞作曲）
    - 1st EP「heart♡connect」収録曲。
- 岡咲美保
  - ミラー（2022年8月17日／作詞作曲）
    - 1st Album「BLOOMING」収録曲。
- 猫又おかゆ
  - あっかんべ（2022年9月6日／作詞作曲）
    - 1st Album「ぽいずにゃ〜しんどろーむ」収録曲。
- 白銀ノエル
  - はっぴー（2022年11月25日／作詞作曲）
    - 1st Album「のえさんぽ」収録曲。
- 紫咲シオン × ラプラス・ダークネス
  - リップシンク（2022年12月20日／作詞作曲）
    - holo*27 Originals Vol.1
- 沙花叉クロヱ
  - 擬態ごっこ（2023年1月8日／作詞作曲）
    - ホロライブプロダクション
- 渕上舞
  - Chig Hug（2023年1月25日／作詞作曲）
    - 2nd Mini Album「MAI CREATE」収録曲。
- さくらみこ × 兎田ぺこら
  - モッシュレース（2023年1月27日／作詞作曲）
    - holo*27 Originals Vol.1
- がうる・ぐら × ハコス・ベールズ
  - Sweet Appetite（2023年2月17日／作詞作曲）
    - holo*27 Originals Vol.1
- 雪花ラミィ × 鷹嶺ルイ
  - Baby Don't Stop（2023年3月15日／作詞作曲）
    - holo*27 Originals Vol.1
- 星街すいせい
  - プラネタリウム（2023年3月15日／作詞作曲）
    - holo*27 Originals Vol.1
- 猫又おかゆ
  - エンドロール（2023年3月15日／作詞作曲）
    - holo*27 Originals Vol.1
- 百鬼あやめ
  - ビビビ（2023年3月15日／作詞作曲）
    - holo*27 Originals Vol.1

- 天音かなた
  - ヒル（2023年3月15日／作詞作曲）
    - holo*27 Originals Vol.1
- 風真いろは
  - 夢嵐（2023年3月15日／作詞作曲）
    - holo*27 Originals Vol.1
- 沙花叉クロヱ
  - P.E.T.（2023年3月15日／作詞作曲）
    - holo*27 Originals Vol.1
- 浦島坂田船
  - SHINY（2023年4月5日／作詞作曲）
    - TVアニメ「Opus.COLORs」オープニングテーマ。
- 鷹嶺ルイ
  - ばかばっか（2023年6月12日／作詞作曲）
    - 1st Album「Liberty」収録曲。
- 超学生
  - ファントム（2023年8月30日／作詞作曲）
    - 1st EP「MAR6LE」収録曲。
- Gero × あらき
  - 導火線（2023年9月20日／作詞作曲）
    - Gero Debut 10th Anniversary Album「THE ORIGIN」収録曲。
- CHiCO
  - エース（2023年11月8日／作詞作曲）
    - TVアニメ「シャングリラ・フロンティア」エンディングテーマ[23]。
- 大神ミオ
  - ナイトループ（2023年12月7日／作詞作曲）
    - 1st Album「Night walk」収録曲。
- シユイ
  - ラブコール（2024年2月21日／作詞作曲）
    - TVアニメ「アンデッドアンラック」第2クール オープニングテーマ。
- しぐれうい
  - あいしてやまない（2024年9月11日／作詞作曲）
    - 2nd Album「fiction」収録曲。
- 松田里奈 & 森田ひかる（櫻坂46）
  - ピッカーン！（2024年10月18日／作詞）
    - TVアニメ「ポケットモンスター」エンディングテーマ。
- 猫又おかゆ
  - 謙虚っち（2025年5月14日／作詞作曲）
    - 2nd Album「ぺるそにゃ～りすぺくと」収録曲。
- ラプラス・ダークネス
  - バグラブ（2025年5月24日／作詞作曲）
- 角巻わため
  - ビリ（2025年6月6日／作詞）

### タイアップ
- 『週刊はじめての初音ミク』（2010年12月15日）
  - 公式テーマソング「むかしむかしのきょうのぼく」を提供。
- 『初音ミク and Future Stars Project mirai』（2015年9月2日）
  - ゲーム主題歌として「ゆめゆめ」を提供。
- 『ガールフレンド(仮)』（2017年7月19日）
  - キャラクター「三嶋ゆらら」イメージソング「どろりん！ゆららいふ」を提供。
- 『Caligula Overdose -カリギュラ オーバードーズ-』（2018年5月17日）
  - キャラクター「Stork」テーマソング「Love Scope」を提供。
- 『Re:ステージ!』（2019年2月27日）
  - ユニット「オルタンシア」に書き下ろし楽曲として「あのね」を提供。
- 『グルーヴコースター』（2020年2月14日）
  - メインテーマソングとして「GROOVE LOOP」を提供[24]。
- 『虹ヶ咲学園スクールアイドル同好会』（2020年7月29日）
  - キャラクター「中須かすみ」ソロ楽曲「無敵級*ビリーバー」の作曲を担当。
- 『プロジェクトセカイ カラフルステージ! feat. 初音ミク』（2020年7月31日）
  - 堀江晶太(kemu)との書き下ろしテーマソング「セカイ」の作詞を担当。
- 『虹ヶ咲学園スクールアイドル同好会』（2020年12月2日）
  - キャラクター「天王寺璃奈」ソロ楽曲「ツナガルコネクト」の作曲を担当。
- 『キラッとプリ☆チャン』（2020年12月27日）
  - ユニット「おしゃまトリックス」に書き下ろし楽曲として「いたずらカーニバル!!」を提供。
- 『プロジェクトセカイ カラフルステージ! feat. 初音ミク』（2021年6月9日）
  - ユニット「Leo/need」に書き下ろし楽曲として「needLe」を提供。
- 『Caligula2』（2021年6月24日）
  - サウンドディレクターを担当。
- 『ズームイン!!サタデー』（2022年4月2日）
  - 2022年4月からの新テーマソングとして「キメラ」を提供[25]。
- 『プロジェクトセカイ カラフルステージ! feat. 初音ミク』（2022年11月1日）
  - 2周年アニバーサリーソング「Journey」を提供。
- 『ユニバーサル・スタジオ・ジャパン』（2023年・2024年）
  - ハロウィーンイベント「ポケモン・ジャンピン・ハロウィーン・パーティ」「ポケモン・チャージアップ！ハロウィーン・グリーティング」のサウンドプロデュースを担当[26]。

### コンピレーション
- 『EXIT TUNES PRESENTS STARDOM 3』（EXIT TUNES、2010年2月3日発売）
  - ネットで人気のミュージシャンの楽曲を収録したコンピレーション・アルバム「キミ以上、ボク未満。」を収録。
- 『ボーカロイドは終末鳥の夢を見るか?』（Joint Records、2010年3月3日発売）
  - sasakure.UKのオリジナルアルバム。DECO*27による「カムパネルラ」のリミックスを収録。
- 『VL-SCRAMBLE』（キングレコード、2010年3月24日発売）
  - VOCALOIDを用いた楽曲を収録したコンピレーション・アルバム「ANIMALIA」を収録。
- 『ミクうた、おかわり』（セガ、2010年3月25日発売）
  - ゲームソフト『初音ミク -Project DIVA-』の追加ダウンロードコンテンツ。ゲーム内に使用される楽曲として「二息歩行」を収録[27]。
- 『初音ミク -Project DIVA- 2nd NONSTOP MIX COLLECTION』（ソニー・ミュージックダイレクト、2010年7月28日発売）
  - PlayStation Portable用リズムアクションゲームソフト『初音ミク -Project DIVA- 2nd』の公式コンピレーションアルバム。ゲームに提供した「愛言葉」のリミックスを収録。
- 『初音ミク -Project DIVA- 2nd』（セガ、2010年7月29日発売）
  - 音楽ゲーム『初音ミク -Project DIVA-』の第2弾で、ゲーム内に使用される楽曲として「愛言葉」を収録。
- 『初音ミク Project DIVA Arcade』（セガ、2011年2月24日）
  - 音楽ゲーム『初音ミク -Project DIVA-』シリーズのアーケードゲームで追加配信されたゲーム内に使用される楽曲として「愛言葉」を収録[28]。
- 『機械の花ラボラトリ』（UMAA、2011年6月22日発売）
  - kousのオリジナルアルバム。DECO*27による「いいこわるいこ」のリミックスを収録。
- 『VOCALOID BEST from ニコニコ動画 (あか)』（ソニー･ミュージックダイレクト、2011年6月22日発売）
  - ニコニコ動画でVOCALOIDを用いて発表された曲を集めたベストアルバム「モザイクロール」を収録。
- 『THE VOCALOID produced by Yamaha』（VOCALOID RECORDS、2011年9月14日発売）
  - 各VOCALOID毎の有名楽曲を集めたコンピレーション・アルバム「モザイクロール」を収録。
- 『VOCALO TEARS feat. 初音ミク』（FULL MOON、2012年1月18日発売）
  - 初音ミクを用いた泣き系の楽曲を収録したコンピレーション・アルバム「愛 think so」を収録。
- 『空想活劇・参』（Voltage of Imagination、2012年1月25日発売）
  - 架空のアニソンコンピレーションアルバムがテーマのアルバム「サイ」を提供。歌唱は「ef」が担当。
- 『ミクフリック』（セガ、2012年3月9日発売）
  - iOS向けゲームで、ゲーム内に使用される楽曲として「愛言葉」を収録[29]。
- 『初音ミク 5thバースデー ベスト〜impacts〜』（ドワンゴ・ミュージックエンタテインメント、2012年8月1日発売）
  - 初音ミク発売5周年を記念したベストアルバム。sasakure.UKとの共作で「39」を収録。
- 『初音ミク 5thバースデー ベスト〜memories〜』（ソニー・ミュージックダイレクト、2012年8月1日発売）
  - 初音ミク発売5周年を記念したベストアルバム「むかしむかしのきょうのぼく」と、sasakure.UKとの共作「39」を収録。
- 『Snow Song Show』（U/M/A/A、2012年12月18日発売）
  - 初音ミクを用いたクリスマス曲を収録したアルバム。sasakure.UKとの共作による「Snow Song Show」を収録。
- 『VOCALOID 超BEST -impacts-』（ドワンゴ・ユーザーエンタテインメント、2013年10月2日発売）
  - ニコニコ動画でVOCALOIDを用いて発表された曲を集めたベストアルバム「二息歩行」を収録。
- 『VOCALOID 超BEST -memories-』（ソニー・ミュージックダイレクト、2013年10月2日発売）
  - ニコニコ動画でVOCALOIDを用いて発表された曲を集めたベストアルバム「愛言葉」を収録。
- 『MIKU-MIXTURE』（U/M/A/A、2014年2月19日発売）
  - VOCALOIDクリエイターによる共作をテーマとしたコンピレーション・アルバム。sasakure.UKとの共作による「アオゾラハルサイト」「39」「Snow Song Show」40mPとの共作による「HOME」を収録。
- 『Memories of GUMI 2009-2013 feat. Megpoid < 上巻 >』（SPUTONIC、2014年6月26日発売）
  - Megpoid発売5周年を記念したベストアルバム。「弱虫モンブラン」を提供。
- 『EXIT TUNES PRESENTS Vocalospace feat.初音ミク』（EXIT TUNES、2014年9月3日発売）
  - VOCALOIDを用いた楽曲を収録したコンピレーション・アルバム「妄想税」を収録。
- 『初音ミク Thank you 1826 Days〜SEGA feat. HATSUNE MIKU Project 5th Anniversary Selection〜』（ソニー・ミュージックレーベルズ、2014年9月17日発売）
  - プロジェクト「初音ミク×セガ」5周年記念公式アルバム「ゆめゆめ」を収録。
- 『Download feat.初音ミク』（ビクターエンタテインメント、2014年12月10日発売）
  - 初音ミクと歌い手をテーマとした2枚同時発売コンピレーションアルバムの初音ミク版「ストリーミングハート」を収録。
- 『EXIT TUNES PRESENTS THE BEST OF GUMI from Megpoid』（EXIT TUNES、2015年2月4日発売）
  - Megpoidを用いた楽曲を集めたベストアルバム「モザイクロール」を提供。
- 『EXIT TUNES PRESENTS Vocalofantasy feat.初音ミク』（EXIT TUNES、2015年3月4日発売）
  - VOCALOIDを用いた楽曲を収録したコンピレーション・アルバム「ストリーミングハート」を収録。
- 『初音ミク -Project DIVA- X』（セガ、2016年3月24日）
  - ゲーム内に使用される楽曲として「ストリーミングハート」を収録。
- 『EXIT TUNES PRESENTS Vocalohistory feat.初音ミク』（EXIT TUNES、2017年3月15日発売）
  - VOCALOIDを用いた楽曲を収録したコンピレーション・アルバム「妄想税」を収録。
- 『EXIT TUNES PRESENTS Vocalostream feat.初音ミク』（EXIT TUNES、2019年3月20日発売）
  - VOCALOIDを用いた楽曲を収録したコンピレーション・アルバム「ヒバナ」を収録。

### カバー
- 『valuable sheaves』（ドワンゴ・ミュージックエンタテインメント、2010年3月24日発売）
  - バルシェのアルバム。「二息歩行」を提供。
- 『サオリリス 歌ってみた 初音ミク』（ソニー・ミュージックダイレクト、2011年4月27日発売）
  - サオリリスのアルバム。「愛言葉」を提供。
- 『1PIKO』（キューンレコード、2011年5月11日発売）
  - ピコのアルバム。「二息歩行」を提供。
- 『SUPER VOCALO BEAT』（ドワンゴ・ミュージックエンタテインメント、2011年6月1日発売）
  - VOCALOID曲をユーロビートにリミックスしたアルバム。「二息歩行」を提供。歌い手はΦ串Φ。
- 『ボーカロイド　ラボラトリー』（ユニバーサルミュージック、2011年7月27日発売）
  - VOCALOID楽曲のカバーを収録したコンピレーション・アルバム。ヲタみんによる「モザイクロール」ささかまリス子による「二息歩行」リツカによる「弱虫モンブラン」を収録。
- 『かえしうた』（dmARTS、2011年11月30日発売）
  - おさむらいさんによるVOCALOID楽曲のアコースティックギターによるソロアレンジカバーを収録したアルバム。「モザイクロール」を提供。
- 『EXIT TUNES PRESENTS ぐ 〜そんなふいんきで歌ってみた〜』（EXIT TUNES、2011年12月28日発売）
  - ぐるたみんのアルバム。「モザイクロール」を提供。
- 『愛言葉』（SME、2012年3月28日発売）
  - 佐香智久のシングル。「愛言葉」を提供。
- 『そらあい』（EXIT TUNES、2012年6月6日発売）
  - そらるのアルバム。「モザイクロール」「愛迷エレジー」を提供。
- 『トモシビアブラ』（EXIT TUNES、2012年6月20日発売）
  - 灯油のアルバム。「愛迷エレジー」を提供。
- 『memoReal』（dmARTS、2012年8月1日発売）
  - 96猫のアルバム。「愛迷エレジー」を提供。
- 『BabyPod 〜VocaloidP × 歌い手 collaboration collection〜』（日本クラウン、2012年9月26日発売）
  - VOCALOIDを用いた楽曲のカバーを収録したコンピレーション・アルバム。「弱虫モンブラン」を提供。
- 『有形世界リコンストラクション』（ポニーキャニオン、2012年10月17日発売）
  - 有形ランペイジのアルバム。「二息歩行」を提供。
- 『ヒトコエ-42701340-』（キューンミュージック、2013年2月20日発売）
  - ピコのアルバム「Tears In」「モザイクロール」を提供。
- 『EXIT TUNES PRESENTS る 〜そんなふいんきで歌ってみた〜』（EXIT TUNES、2013年3月6日発売）
  - ぐるたみんのアルバム。「二息歩行」を提供。
- 『CLiCK〜夏だ!ハッピーハウスで歌ってみた〜プリンス盤』（DefSTAR RECORDS、2013年8月7日発売）
  - VOCALOIDを用いた楽曲の男性によるカバーを収録したコンピレーション・アルバム。ゆう十の歌唱による「弱虫モンブラン」を提供。
- 『CLiCK〜夏だ!ハッピーハウスで歌ってみた〜プリンセス盤』（DefSTAR RECORDS、2013年8月7日発売）
  - VOCALOIDを用いた楽曲の女性によるカバーを収録したコンピレーション・アルバム。うさの歌唱による「弱虫モンブラン」を提供。
- 『galaco（ギャラ子） SUPER BEST』（スターダストレコーズ、2014年2月19日発売）
  - VOCALOID、galaco（ギャラ子）を用いた楽曲を収録したコンピレーション・アルバム。「トリノアイウタ (galaco ver.)」を提供。
- 『くぁwせdrftgyふじこlp;@:「どうも、__(アンダーバー)です。」(仮)』（Subcul-rise Record、2014年7月2日発売）
  - __(アンダーバー)のアルバム。「妄想税」を提供。
- 『センセーション・シグナル』（EXIT TUNES、2014年11月5日発売）
  - ぐるたみんのシングル。「ストリーミングハート」を提供。
- 『Upload feat.Vocalist』（ビクターエンタテインメント、2014年12月10日発売）
  - 初音ミクと歌い手をテーマとした2枚同時発売コンピレーションアルバムの歌い手版。れをる歌唱の「ストリーミングハート」を提供。
- 『松下が二次元に恋をする15の理由』（EXIT TUNES、2015年1月21日発売）
  - 松下のアルバム。「愛迷エレジー」を提供。
- 『LOGISTIC FUNCTION』（Subcul-rise Record、2015年2月18日発売）
  - logical emotionのインストカバーアルバム。「モザイクロール」を提供。
- 『KRAD MATRiX』（EXIT TUNES、2015年3月4日発売）
  - kradnessのアルバム。「愛迷エレジー」を提供。
- 『ブームインダストリー』（EXIT TUNES、2015年3月4日発売）
  - 灯油のアルバム。「ストリーミングハート」を提供。
- 『EXIT TUNES PRESENTS ACTORS3』（EXIT TUNES、2015年3月18日発売）
  - 人気声優によるVOCALOIDを用いた楽曲のカバーを収録したコンピレーション・アルバム。佐藤拓也による「モザイクロール」を提供。
- 『天声絶唱 REFERENCE 〜BEST OF 歌ってみた〜』（U/M/M/A、2015年12月23日発売）
  - 「歌ってみた」のコンピレーションアルバム。ヲタみん歌唱の「二息歩行」を収録。

### その他
- 『ラブカレンダー』（水瀬マユ、スクウェア・エニックス）
  - DECO*27の3rdアルバム『ラブカレンダー』が、水瀬マユによりコミカライズされている[30]。2012年～13年まで漫画雑誌『月刊ビッグガンガン』にて連載。
- 『モザイクロール』（akka、アスキー・メディアワークス）
  - DECO*27が作詞作曲した「モザイクロール」が、PVを製作したakkaによりDECO*27の原案でコミカライズされる[31]。2013年よりデジタルコミック誌『COMIC@LOID』にて連載。
- 『小説 二息歩行』（波摘、アスキー・メディアワークス）
  - DECO*27が作詞作曲した「二息歩行」が、波摘によって小説化されたボカロ小説。
- 『ボカロコミックSELECTION 青春ボカロ組曲』（鍵空とみやき、アスキーメディアワークス）
  - 人気ボカロ曲をコミカライズしたアンソロジー。DECO*27が作詞作曲した「ペダルハート」をコミカライズした短編が収録されている。
- 『小説 モザイクロール ―high&melancholy―』（レイ・ブラウニー、アスキーメディアワークス）
  - DECO*27が作詞作曲した「モザイクロール」を、レイ・ブラウニーが小説化したボカロ小説。
- 『MILGRAM 実験監獄と看守の少女』（波摘、KADOKAWA）
  - DECO*27と山中拓也の原案の下、波摘によって執筆された小説。

- 『MANNEQUIN feat. 初音ミク コミックアンソロジー 』 (一迅社、特装版あり)　　　　　
  - アルバム『MANNEQUIN』のテーマに沿ったコミックアンソロジー。

## LOVE LASTS FOREVER
2011年に結成され、結成当初はDECO、Mai、HIRO、Alexの4人編成だった。MaiとHIROは実の姉弟。 バンド名はDECOとAlexで考えた。
同年12月に処女作「アイバリィ」のMusic VideoをYouTubeにて公開。2012年11月にEddyがギターとして加入したことで、5人体制になり精力的に活動を開始。2013年2月に2作目「高所恐怖症」のMusic VideoをYouTubeとニコニコ動画にて公開。2013年5月には1stアルバム「HASHTAG LADY」を発売している。

### メンバー
- DECO（ボーカル）
- Eddy（ギター）
- Mai（キーボード/ギター）
- HIRO（ベース）
- Alex（ドラム）

### HASHTAG LADY
2013年5月1日に、iTunes Storeにて配信され、5月22日にamazon限定で、カード型USBメモリver.とリストバンド型USBメモリver.の2バージョンで発売された。音楽をPCにコピーした後は2GBのUSBメモリとしても使用できる。

#### 収録曲
1. Life Lasts For Never
2. アイバリィ -plan B-
3. 七並べ
4. Dance Dance
5. Pain Killer
6. 高所恐怖症
7. 嘘憑きニーナ
8. Talk In Our Sleep
9. Four Breaths Walking

- ボーナストラックに、アイバリィ -plan A-が収録されている。

## エピソード

### 音楽関係
- 自身が影響を受けた音楽として、父親がギターでよく弾いていた松山千春やかぐや姫、さだまさしなどを挙げている[3][2]。また、DECO*27本人は、リンキン・パークなどの洋楽を学生時代からよく聴いている[33]。
- 中学生のとき、自身が最初にギターで弾いた曲は、『ドナドナ』である[5]。
- Rockwellとは中学生のころから付き合いがあり、学校は違っていたが、お互いに柔道部の地区大会で勝負したこともあった。高校も同じで、しかも隣のクラスだった。卒業後はしばらく連絡をとっていなかったが、ある日Facebookを通して知り合ったのを機に、コンビで活動を始めた[34][35]。
- 初めて音楽に触れたきっかけは、小学生のとき、SPEEDの『WHITE LOVE』とT.M.Revolutionの『WHITE BREATH』のCDを買ったこと[3]。
- VOCALOIDについては、当初は初音ミクを中心に使っていたが、2010年3月発売のsasakure.UKのアルバム『ボーカロイドは終末鳥の夢を見るか？』で「カムパネルラ」のリミックスを手がけたことをきっかけにGUMIを用いた楽曲の発表もはじめたという[3]。
- 本人曰く「ボカロP」という呼称はちょっとダサいと感じており、「ボーカロイドプロデューサー」という言い方のほうがしっくりくるとのこと[36]。

### プライベート
- 『モンスター・ハンター』『ワンダと巨像』『ロックマン』に、一時期熱中していた。ロックマンは、祖母の家に篭って、朝から夜まで12時間プレイしたこともあり、プレイの合間に祖母がおにぎりを持ってきてくれたこともあるという[3]。